# 埃娃·法尔纳
艾娃·霍伯特（Ewa Chobot，本姓法爾娜（Farna），1993年8月12日—）是一位波蘭裔捷克流行搖滾歌手。她發行了五張波蘭語和四張捷克語錄音室專輯，並在波蘭和捷克獲得白金與黃金唱片認證。她曾擔任2013年《X音素》、2014年波蘭版《X音素 (波蘭)》和2017年波蘭版《偶像》的評審。

## 早年生活
法爾納於1993年8月12日出生於捷克特日內茨附近Vendryně村的波蘭裔家庭。她就讀文德日涅的波蘭小學和捷克捷欣的尤利烏什·斯沃瓦茨基波蘭文理中學。童年時期，她還就讀了五年藝術學校和舞蹈學校，並學習了鋼琴。

## 職業生涯
法爾納在2004年和2005年贏得捷克和波蘭當地才藝比賽後首次受到關注。被製作人萊謝克·弗龍卡發掘後，她於2006年發行首張專輯《你曾愛過我嗎》（Měls mě vůbec rád）。隨後在2006年捷克年度音樂獎捷克夜鶯獎中獲得「年度新秀」獎項。2007年，她發行了第二張捷克語專輯《寂靜》（Ticho）——在捷克排行榜上最高排名第二——以及首張專輯的波蘭語版《獨處》（Sam na sam）。她的演唱會DVD《靠近星星》（Blíž ke hvězdám）成為2008年捷克最暢銷的音樂DVD。2009年初，發行了波蘭語版《寂靜》專輯《靜默》（Cicho）。2010年，她客串出演了波蘭情景喜劇《海拉遇險》（Hela w opałach）的一集。
她的下一張專輯《虛擬》（Virtuální）於2009年10月26日發行。2010年，法爾納的首張波蘭語專輯《撤離》（EWAkuacja）發行，該專輯獲得了多項大獎，包括《2011年Viva Comet獎》。2011年，為慶祝法爾納十八歲生日，分別在捷克（隨後發行DVD《18現場》（18 Live））和波蘭（發行另一張DVD《現場，難忘的生日演唱會》（Live, niezapomniany koncert urodzinowy））舉辦了兩場生日演唱會。同年，她憑專輯《靜默》獲得波蘭奧波萊波蘭歌曲國家節「超級單曲獎」中的「年度專輯」獎項，並以單曲《靜默》贏得[索波特熱門音樂節「波蘭夏日熱門單曲」獎。
2013年10月，法爾納以專輯《(W)Inna?》（「winna」意為有罪，「inna」意為不同）強勢回歸，這引發了一些困惑，因為許多人誤以為專輯名稱是指她2012年的車禍。2014年，法爾納發行了捷克語單曲《立體書》（Leporelo）及音樂錄影帶，以及獻給她的經紀人萊謝克·弗龍卡的歌曲《萊謝克》（Lešek）。兩人後來在2017年關係破裂，最終法爾納解僱了他並且沒有邀請他參加她的婚禮。2021年、2023年和2024年，她三度獲得捷克夜鶯獎「最佳女歌手」獎項。

## 外部連結
官方网站
- 埃娃·法爾納 （页面存档备份，存于） 官方網站 （英語）
- 埃娃·法爾納 （页面存档备份，存于） 官方網站 （捷克語）
- 埃娃·法爾納 （页面存档备份，存于） 官方網站 （波蘭語）